# Christoph Gross
Christoph Gross (* 1. Juni 1988 in Oberpullendorf) ist ein österreichischer American-Football-Spieler. Er spielt auf der Position des Quarterbacks für die Vienna Vikings.

## Karriere
Christoph Gross begann seine Footballkarriere 2004 bei den Newtown Dolphins (damals Mattersburg Dolphins), als Antrieb dazu sah er seinen vier Jahre älteren Bruder, der ebenfalls Football spielt. Die neugegründeten Dolphins besaßen allerdings keine Juniorenmannschaft, weshalb Gross für die Jugend der Baden Bruins spielte. Dort konnte er sich erstmals mit den Juniorenmannschaften der großen österreichischen Vereine messen und spielte unter anderen gegen die Vienna Vikings und die Danube Dragons. Nach der Auflösung der Dolphins blieb Gross bei den Bruins. 2005 wurde er erstmals ins Trainingscamp des Junioren-Nationalteams eingeladen, wo er anfangs aufgrund mangelnder Leistungen als Wide Receiver eingesetzt wurde. Mit dem Team fuhr er auch zur Junioren-Europameisterschaft 2006, wo er während des gesamten Wettbewerbs als Backup fungierte.
Zur Spielzeit 2006/2007 wechselte Christoph Gross zu den Vienna Vikings. Dort spielte er abwechselnd bei den Junioren und dem zweiten Team als Backup Quarterback für Philipp Jobstmann. Mit dem Team II holte er sich mit einem Sieg gegen die St. Pölten Invaders den Silverbowl. Im Jahr darauf wurde Gross Starting Quarterback der Reserve und durfte kurz in die erste Mannschaft schnuppern, bevor er seinen Präsenzdienst antrat.
2009 entschieden sich die Vikings mit Jobstmann und Gross für zwei österreichische Quarterbacks, wobei Jobstmann vorerst zum Starter-Quarterback avancierte. Für großes Aufsehen sorgte Gross in der Postseason, als er sowohl im Halbfinale gegen die Swarco Raiders Tirol als auch im Endspiel um die Austrian Bowl gegen die Graz Giants bei großem Rückstand aufs Feld kam und beide Male sein Team zum Sieg führte.
Seit 2010 ist er Starter auf der Quarterback-Position und hat sich mit seinen Leistungen auch einen Platz im österreichischen Nationalteam erkämpft. Mit diesem nahm Gross unter anderem an der American-Football-Weltmeisterschaft 2011 teil, wo man allerdings nur den siebten Platz erreichen konnte. Mit den Vikings stand er zuvor wieder im Endspiel um die Austrian Bowl, das allerdings gegen die Raiders verloren ging.
Das Jahr darauf gelang es Gross mit den Vikings allerdings wieder, die Austrian Bowl mit einem Sieg gegen die Raiders nach Wien zu holen. Zusätzlich trat man im Eurobowl XXVI gegen das Schweizer Team Calanda Broncos an, wo man sich allerdings mit 14:27 geschlagen geben musste. Nach der Saison wurde Gross zum Offensive MVP der Austrian Football League sowie zum Austrian Bowl MVP gewählt. Auch 2013 feierte der Quarterback eine erfolgreiche Saison, kürte sich mit den Vikings zum zweiten Mal in Folge zum Sieger der Austrian Bowl und gewann mit einem 37:14 gegen die Swarco Raiders Tirol die Eurobowl XXVII.
Neben seiner Spielerkarriere coacht Gross die Quarterbacks des Junioren-Nationalteam, das 2013 erneut die Junioren-Europameisterschaft gewinnen konnte.
Im Sommer 2014 beendete Christoph Gross seine Footballkarriere, um eine akademische Karriere einzuschlagen.
Am 6. Juni gaben die Vienna Vikings die Verpflichtung von Gross für deren European League of Football Team bekannt. Er wird neben dem US-Amerikaner Ben Holmes und Alex Reischl den QB-Room erweitern. Gross kam bereits im ersten Spiel gegen die Wrocław Panthers, welches die Vikings 16:13 gewinnen konnten, zum Einsatz.

## Privates
Christoph Gross absolvierte die Studiengänge Sportgerätetechnik und Gesundheits- und Rehabilitationstechnik am FH Technikum Wien und ein PhD-Studium an der Medizinischen Universität Wien.